# 山本利兵衛
山本 利兵衛（やまもと りへえ、生没年不詳）とは明治時代の東京の地本問屋。

## 来歴
明治時代に東京府下谷区上野元黒門町12番地において地本問屋を営業している。主に楊洲周延の錦絵を出版している。

## 作品
- 楊洲周延 「内国勧業博覧会機械館の図」 大判3枚続 明治10年
- 楊洲周延 「鹿児島暴徒図」 大判3枚続 明治10年
- 楊洲周延「奥羽御巡幸於須賀川駅良馬選挙図」 大判3枚続